# Anisodes inaequalis
Anisodes inaequalis är en fjärilsart som beskrevs av W. Warren 1902. Anisodes inaequalis ingår i släktet Anisodes och familjen mätare. Inga underarter finns listade i Catalogue of Life.